# Права людини в Північній Македонії
Північна Македонія підписала Європейську конвенцію з прав людини та Женевську конвенцію ООН про статус біженців і Конвенцію проти катувань, а Конституція Північної Македонії гарантує основні права людини всім громадянам.
Однак проблеми з правами людини продовжують існувати. За даними правозахисних організацій, у 2003 році були ймовірні позасудові страти, погрози та залякування правозахисників і антирежимних журналістів, а також заяви про катування з боку поліції.

## ЗвітHuman Rights Watch
За даними міжнародної неурядової організації Human Rights Watch, багато громадян колишньої Югославії залишаються «фактично особами без громадянства» внаслідок закону про громадянство, розробленого після відділення Північної Македонії від Соціалістичної Федеративної Республіки Югославія.
Конфлікт між етнічними албанськими сепаратистами та урядом Північної Македонії призвів до серйозних порушень прав людини з обох сторін.
За даними Міжнародної Гельсінської федерації з прав людини, було повідомлено про такі порушення прав людини:  
- Жорстоке поводження міліції з підозрюваними, особливо під час першого арешту та затримання;
- Переслідування міліцією етнічних меншин, зокрема ромів;
- Безкарність і корупція в поліції;
- Політичний тиск на судову владу;
- Домашнє насильство та дискримінація щодо жінок, дітей та етнічних меншин, зокрема ромів;
- Торгівля жінками та дівчатами з метою сексуальної експлуатації;
- Втручання влади в діяльність профспілок;

## Міжнародні рейтинги
- Індекс демократії, 2020: 78 зі 167 («гібридний режим»)[4]
- Всесвітній індекс свободи преси, 2020: 92 зі 180.[5]

## ЗвітЄвропейської комісії
Відповідно до Звіту Європейської Комісії за 2020 рік було досягнуто значних покращень порівняно з попередніми звітами, але все ще важко досягти тривалих змін у ключових сферах:
- Що стосується політичних критеріїв, Північна Македонія продовжує впроваджувати реформи, пов'язані з ЄС, протягом звітного періоду. Продовжувалися зусилля щодо зміцнення демократії та верховенства права, в тому числі шляхом активізації існуючих систем стримувань і противаг, а також через дискусії та обговорення ключових політичних і законодавчих питань. Опозиційні партії продовжували працювати в парламенті та підтримували ключові питання загального національного інтересу, такі як реформи, пов'язані з ЄС, і процес інтеграції в НАТО, до якого Північна Македонія приєдналася у березні 2020 року.
- Загалом міжетнічна ситуація залишалася спокійною. Було докладено зусиль для зміцнення міжетнічних відносин та виконання Охридської рамкової угоди, яка поклала край конфлікту 2001 року та забезпечила основу для збереження багатоетнічного характеру суспільства.
- Громадянське суспільство залишається активним і відіграє ключову роль у процесах формування політики та прийняття рішень. Здійснено заходи щодо реалізації Стратегії та Плану заходів щодо взаємодії влади та громадянського суспільства на 2018—2020 роки. Однак необхідно докласти зусиль, щоб забезпечити більш змістовний і своєчасний процес консультацій.
- Реформа розвідувальних служб, що триває, призвела до створення у вересні 2019 року Агентства національної безпеки, розробленого як незалежний державний орган без поліцейських повноважень, на відміну від свого попередника — Бюро безпеки та контррозвідки (УБК). Це відповідає рекомендаціям Групи старших експертів із системних питань верховенства права. Оперативно-технічне агентство продовжувало працювати. Необхідні подальші зусилля, щоб забезпечити доступ до всіх необхідних інструментів для виконання свого мандату. Потенціал парламентського нагляду за розвідувальними службами має бути посилений.
- Північна Македонія помірно готова до реформи державного управління. Було досягнуто певного прогресу в покращенні прозорості завдяки ухваленню Стратегії прозорості на 2019—2021 роки, запровадженню порталу відкритих державних даних і публікації даних про державні витрати. Звіти про моніторинг реалізації Стратегії реформи державного управління та Програми реформи управління державними фінансами були підготовлені та супроводжувалися відповідними заходами для підвищення видимості. Забезпечення дотримання принципів прозорості, заслуг і справедливого представництва залишається важливим. Державна комісія з питань запобігання корупції продовжила розгляд звинувачень у кумівстві, кумівстві та політичному впливі на процес найму працівників державного сектору. Необхідно забезпечити належне виконання звітів та рекомендацій Державної комісії.
- Судова система Північної Македонії має певний рівень підготовки/помірно підготовлена. Був досягнутий значний прогрес у реалізації стратегії судової реформи, що відповідає «Пріоритетам невідкладної реформи» та рекомендаціям Венеціанської комісії та Групи старших експертів із системних питань верховенства права. Потрібні ще зусилля для забезпечення системної реалізації оновленого плану заходів стратегії судової реформи. Судові установи впроваджують нові правила призначення, просування по службі, притягнення до дисциплінарної відповідальності та звільнення суддів, а Рада суддів виконує свою роль більш активно. У результаті зусиль щодо реформ, проведених останніми роками, Північна Македонія створила механізми для забезпечення незалежності та підзвітності судової влади, такі як правила призначення на посади на основі заслуг, перевірки активів і конфлікту інтересів, а також дисциплінарні процедури. Вона має забезпечити їх рішуче та послідовне використання, перш ніж планувати подальші зміни в цій сфері. Ефективне впровадження законодавчої бази, а також посилення зусиль усіх зацікавлених сторін щодо демонстрації своєї зразковості сприятимуть підвищенню довіри суспільства до судової системи.
- Що стосується боротьби з корупцією, Північна Македонія має певний рівень підготовки/помірно підготовлена. Було досягнуто значного прогресу завдяки консолідації його досвіду в розслідуванні, судовому переслідуванні та розгляді справ про корупцію на високому рівні. Державна комісія з питань запобігання корупції виявила особливу активність у запобіганні корупції та відкрила велику кількість справ, у тому числі щодо високопосадовців з усього політичного спектра, відповідно до рекомендацій минулого року. Тривають зусилля щодо просування справ Спеціальною прокуратурою та встановлення відповідальності за незаконне прослуховування. Колишній головний спецпрокурор був засуджений у червні 2020 року за вироком першої інстанції у так званій «справі про рекет» щодо ймовірного вимагання та зловживання службовим становищем у справі Спецпрокуратури. Корупція поширена в багатьох сферах, тому необхідно забезпечити більш проактивний підхід з боку всіх суб'єктів, які беруть участь у запобіганні та боротьбі з корупцією.
- Країна має певний рівень підготовки у боротьбі з організованою злочинністю. Законодавча база загалом відповідає європейським стандартам, і зусилля щодо реалізації стратегії боротьби з організованою злочинністю мають продовжуватися. Було досягнуто певного прогресу у виконанні минулорічної рекомендації щодо створення офісу з повернення активів відповідно до acquis ЄС. Тепер офісу доведеться продемонструвати свою спроможність підтримувати проактивну політику конфіскації активів. Країна займається оцінкою загроз на регіональному рівні, і їй доведеться розширити її сферу відповідно до практики ЄС. Є певний прогрес на оперативному рівні, але необхідно зробити більше для підвищення ефективності правоохоронних органів у боротьбі з конкретними формами злочинності, такими як відмивання грошей і фінансові злочини. Співпраця з Європолом посилюється в різних кримінальних сферах. Координація залишається надзвичайно важливою для всіх зацікавлених сторін, які беруть участь у боротьбі з організованою злочинністю. Було досягнуто певного прогресу в боротьбі з тероризмом і запобіганні/протидії насильницькому екстремізму відповідно до цілей, викладених у Спільному плані дій щодо боротьби з тероризмом для Західних Балкан і двосторонньої домовленості про виконання.
- Законодавча база щодо захисту основних прав значною мірою відповідає європейським стандартам. Триває процес деінституціалізації. Міністерство праці та соціальної політики інвестує в громадські послуги, в тому числі для підтримки постраждалих від гендерного насильства. Вкрай важливо, щоб ці послуги продовжували бути доступними. Потрібні додаткові зусилля для виконання рекомендацій європейських та міжнародних органів з прав людини, зокрема щодо поводження з утримуваними та засудженими особами. Рішення Конституційного Суду про скасування Закону про запобігання та захист від дискримінації з процесуальних підстав означає, що країні наразі бракує комплексної правової бази щодо недискримінації та органу з питань рівності. Цю серйозну прогалину має усунути новий законодавчий орган. Країні також важливо посилити виконання законодавства про мову ворожнечі та національного плану дій щодо виконання Стамбульської конвенції. Хоча налагодження механізму зовнішнього нагляду за поліцією завершено, відсутність справді незалежних слідчих може перешкоджати роботі підрозділу щодо ефективної боротьби з безкарністю поліції. Країна має вжити термінових заходів для подальшого покращення ситуації у в'язницях і підтримки альтернатив ув'язненню.
- Країна має певний рівень підготовки/помірно підготовлена у сфері свободи слова і досягла обмеженого прогресу протягом звітного періоду. Загальна ситуація та клімат, у якому працюють ЗМІ, залишаються загалом сприятливими для свободи ЗМІ та дозволяють критично висвітлювати ЗМІ, хоча під час кризи COVID-19 і в контексті виборів спостерігалося деяке посилення напруженості. Необхідно посилити зусилля щодо саморегулювання, щоб підтримати підвищення професійних стандартів і якості журналістики. Важливо забезпечити більшу прозорість медійної реклами державними установами, політичними партіями та державними підприємствами. Потрібні стійкі рішення для забезпечення незалежності, професійних стандартів і фінансової стійкості суспільного мовника. Важливо продовжувати підтримувати плюралізм ЗМІ, сприяти професіоналізму, неупередженому висвітленню та журналістським розслідуванням, а також створювати стійкість для ефективної боротьби з дезінформацією. Проблемою залишаються фінансова стійкість незалежних ЗМІ та умови роботи журналістів.
- Північна Македонія продовжує відігравати активну та конструктивну роль в управлінні змішаними міграційними потоками. Він залишається на одному з основних транзитних шляхів змішаного руху. Він ефективно співпрацює з сусідніми країнами та державами-членами ЄС, у тому числі з запрошеними офіцерами з держав-членів ЄС на місцях. Тривали значні зусилля щодо забезпечення базових умов життя та послуг для всіх мігрантів, які залишаються в країні. Реєстрація мігрантів і адекватне захисне профілювання покращилися, але їх необхідно проводити більш систематично. Угода про статус з Європейським агентством прикордонної та берегової охорони ще не підписана. Проблема частої контрабанди на північному кордоні потребує подальшого вирішення.

## Історична ситуація
На наступній діаграмі показано рейтинги Північної Македонії з 1992 року у звітах Freedom in the World, які щорічно публікує Freedom House. Оцінка 1 означає «свободно»; 7, «не свободно». 1
| \| Рік \| Політичні права \| Громадянські свободи \| Статус \| Президент2 3 \| \| 1992 \| 3 \| 4 \| Часткова свобода \| Кіро Глігоров \| \| 1993 \| 3 \| 3 \| Часткова свобода \| Кіро Глігоров \| \| 1994 \| 4 \| 3 \| Часткова свобода \| Кіро Глігоров \| \| 1995 \| 4 \| 3 \| Часткова свобода \| Кіро Глігоров \| \| 1996 \| 4 \| 3 \| Часткова свобода \| Кіро Глігоров \| \| 1997 \| 4 \| 3 \| Часткова свобода \| Кіро Глігоров \| \| 1998 \| 3 \| 3 \| Часткова свобода \| Кіро Глігоров \| \| 1999 \| 3 \| 3 \| Часткова свобода \| Кіро Глігоров \| \| 2000 \| 4 \| 3 \| Часткова свобода \| Борис Трайковський \| \| 2001 \| 4 \| 4 \| Часткова свобода \| Борис Трайковський \| \| 2002 \| 3 \| 3 \| Часткова свобода \| Борис Трайковський \| \| 2003 \| 3 \| 3 \| Часткова свобода \| Борис Трайковський \| \| 2004 \| 3 \| 3 \| Часткова свобода \| Борис Трайковський \| \| 2005 \| 3 \| 3 \| Часткова свобода \| Бранко Црвенковскі \| \| 2006 \| 3 \| 3 \| Часткова свобода \| Бранко Црвенковскі \| \| 2007 \| 3 \| 3 \| Часткова свобода \| Бранко Црвенковскі \| \| 2008 \| 3 \| 3 \| Часткова свобода \| Бранко Црвенковскі \| \| 2009 \| 3 \| 3 \| Часткова свобода \| Бранко Црвенковскі \| \| 2010 \| 3 \| 3 \| Часткова свобода \| Георге Іванов \| \| 2011 \| 3 \| 3 \| Часткова свобода \| Георге Іванов \| \| 2012 \| 3 \| 3 \| Часткова свобода \| Георге Іванов \| \| 2013 \| 3 \| 3 \| Часткова свобода \| Георге Іванов \| \| 2014 \| 4 \| 3 \| Часткова свобода \| Георге Іванов \| \| 2015 \| 4 \| 3 \| Часткова свобода \| Георге Іванов \| \| 2016 \| 4 \| 3 \| Часткова свобода \| Георге Іванов \| \| 2017 \| 4 \| 3 \| Часткова свобода \| Георге Іванов \| \| 2018 \| 4 \| 3 \| Часткова свобода \| Георге Іванов \| \| 2019 \| 3 \| 3 \| Часткова свобода \| Георге Іванов \| \| 2020 \| 3 \| 3 \| Часткова свобода \| Стево Пендаровскі \| \| 20214 \| 3 \| 3 \| Часткова свобода \| Стево Пендаровскі \| |                 |                      |                  |                    |
| Рік | Політичні права | Громадянські свободи | Статус           | Президент2 3       |
| 1992 | 3               | 4                    | Часткова свобода | Кіро Глігоров      |
| 1993 | 3               | 3                    | Часткова свобода | Кіро Глігоров      |
| 1994 | 4               | 3                    | Часткова свобода | Кіро Глігоров      |
| 1995 | 4               | 3                    | Часткова свобода | Кіро Глігоров      |
| 1996 | 4               | 3                    | Часткова свобода | Кіро Глігоров      |
| 1997 | 4               | 3                    | Часткова свобода | Кіро Глігоров      |
| 1998 | 3               | 3                    | Часткова свобода | Кіро Глігоров      |
| 1999 | 3               | 3                    | Часткова свобода | Кіро Глігоров      |
| 2000 | 4               | 3                    | Часткова свобода | Борис Трайковський |
| 2001 | 4               | 4                    | Часткова свобода | Борис Трайковський |
| 2002 | 3               | 3                    | Часткова свобода | Борис Трайковський |
| 2003 | 3               | 3                    | Часткова свобода | Борис Трайковський |
| 2004 | 3               | 3                    | Часткова свобода | Борис Трайковський |
| 2005 | 3               | 3                    | Часткова свобода | Бранко Црвенковскі |
| 2006 | 3               | 3                    | Часткова свобода | Бранко Црвенковскі |
| 2007 | 3               | 3                    | Часткова свобода | Бранко Црвенковскі |
| 2008 | 3               | 3                    | Часткова свобода | Бранко Црвенковскі |
| 2009 | 3               | 3                    | Часткова свобода | Бранко Црвенковскі |
| 2010 | 3               | 3                    | Часткова свобода | Георге Іванов      |
| 2011 | 3               | 3                    | Часткова свобода | Георге Іванов      |
| 2012 | 3               | 3                    | Часткова свобода | Георге Іванов      |
| 2013 | 3               | 3                    | Часткова свобода | Георге Іванов      |
| 2014 | 4               | 3                    | Часткова свобода | Георге Іванов      |
| 2015 | 4               | 3                    | Часткова свобода | Георге Іванов      |
| 2016 | 4               | 3                    | Часткова свобода | Георге Іванов      |
| 2017 | 4               | 3                    | Часткова свобода | Георге Іванов      |
| 2018 | 4               | 3                    | Часткова свобода | Георге Іванов      |
| 2019 | 3               | 3                    | Часткова свобода | Георге Іванов      |
| 2020 | 3               | 3                    | Часткова свобода | Стево Пендаровскі  |
| 20214 | 3               | 3                    | Часткова свобода | Стево Пендаровскі  |